# ロンド 変ホ長調 (ショパン)
ロンド 変ホ長調（ロンド へんホちょうちょう）作品16は、フレデリック・ショパンが1833年に作曲したピアノ独奏のための作品。

## 概要
ショパンのロンドは全部で4曲あり、他の3曲はいずれも10代の作品だが、この曲だけはパリに出てから作曲されたものであり、この名を冠すものでは最後の作品である。曲は華やかで外面的な演奏効果を狙ったものであり、内容が乏しいとよく批判の対象とされるが、ショパンは変奏曲やロンドなどの古典的な形式を元々苦手としており、これ以後この手の作品が書かれなかったことを考えると、生徒の教材として書かれたものと考えられる。

## 楽曲
ハ短調の荘厳な序奏に始まるが、すぐに転調され、agitatoの変ハ長調の部分を経て徐々に加速。Piu mossoで高揚し、音階的な走句のあと、主題をほのめかすような経過句を経て、変ホ長調の飛び跳ねるようなロンド主題が提示される。この主題は高音部で奏され、きらびやかであり、落ち着かない印象も受ける。推移部も鍵盤上をせわしなく駆け回る。そして3連符を使用した伴奏が特徴的な変イ長調のエピソードに流れ込むが、すぐに跳躍の多い急速なパッセージへと発展し、主題の再現となる。ここでは3連符に変奏され、いっそう技巧的である。エピソードは変ロ長調で再現され、主題の3現となる。コーダに流れ込んでも一貫して華やかな気分のまま終わることが少ない。